# Melancholia (2011)
Melancholia is een Deense film uit 2011, geschreven en geregisseerd door Lars von Trier met Kirsten Dunst en Charlotte Gainsbourg in de hoofdrollen. Veel scènes worden gedragen door de muziek uit de ouverture van Tristan en Isolde van Richard Wagner. De film werd in Zweden opgenomen; de buitenscènes rondom Kasteel Tjolöholm, de binnenscènes in Trollhättan. Melancholia werd voor het eerst vertoond op het Filmfestival van Cannes op 18 mei 2011, waar Kirsten Dunst de prijs voor beste actrice won. De film werd vervolgens goed ontvangen en won tal van festivalprijzen. Bij IMDB haalt hij een score van 71% van 90.000 stemmen; bij Rotten Tomatoes 77%. De bekende filmcriticus Roger Ebert gaf de film 3,5 of 4. Ook in de bioscopen was het een bescheiden succes. De film had zeven miljoen euro gekost en bracht bijna twaalf miljoen in het laatje.

## Verhaal
De film begint met trage beelden van Justine in bruidsjurk afgewisseld met beelden uit de ruimte.

### Deel 1 -Justine

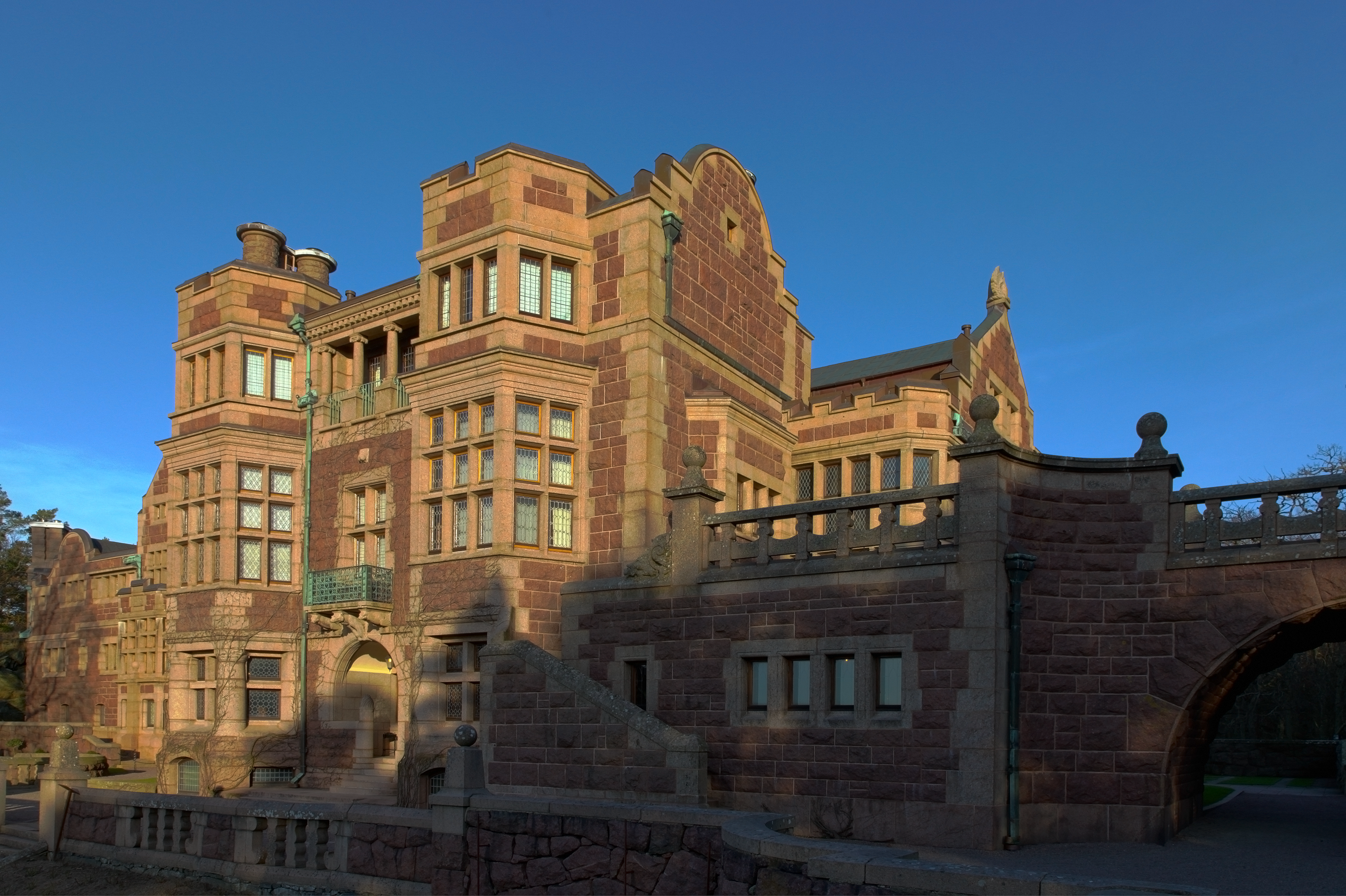
Johns kasteel waar de gehele film zich afspeelt.

Justine is zojuist getrouwd met Michael en het stel arriveert op het huwelijksfeest op het landgoed van John, de man van haar zus Claire. De beleerde John wijst haar op de rode ster Antares alvorens ze binnen gaan. Ze kampt echter met een depressie en loopt geregeld weg van het feest om alleen te zijn. Het wordt haar ook niet gemakkelijk gemaakt met haar vader die een sneer geeft naar haar moeder — haar ouders zijn gescheiden — en haar moeder die het huwelijksinstituut de grond inboort. Ook haar baas Jack is aanwezig; maar dan vooral om haar de slagzin voor een nieuw marketingproject te ontfutselen. Daartoe heeft hij zijn neef Tim bij zich, wiens baan hij koppelt aan het bemachtigen van de zin. Aan het begin van de huwelijksnacht loopt ze opnieuw weg. Ze wordt immer gevolgd door Tim met wie ze seks heeft in een zandput op de golfbaan. Als de gasten naar huis vertrekken gaat ook Michael weg. Hij ziet haar niet meer zitten. De volgende ochtend gaat Justine met Claire paardrijden en merkt dat Antares verdwenen is.

### Deel 2 -Claire

Het diagram van de baan van Melancholia die om de Aarde heen draait, zich verwijdert en ten slotte terugdraait, wat in de film te zien is.

Enige tijd later is Justine zwaar depressief geworden en gaat zij bij haar zus logeren. John legt uit waarom Antares verborgen was: een solitaire planeet genaamd Melancholia die verborgen achter de zon nabij was gekomen had de ster aan het zicht onttrokken. Wetenschappers stellen unaniem dat de planeet na een mooie passage haar weg door de ruimte zal voortzetten, maar Claire denkt dat ze zal botsen met de Aarde. Justine zegt haar dat er enkel leven is op Aarde, dat dit leven slecht is en dat er spoedig een einde aan zal komen. Ze zegt dat te weten omdat ze 'dingen gewoon weet' en staaft die stelling door het juiste aantal bonen in een pot op haar huwelijksfeest — een wedstrijd voor de gasten waarvan de uitslag nooit werd medegedeeld — op te geven. Claires zoontje Leo heeft met ijzerdraad een cirkel gemaakt waarmee gezien kan worden of Melancholia dichter komt of verder weg gaat. Op de avond dat ze de Aarde passeert ziet Claire dat de planeet kleiner wordt en is zij gerustgesteld. De volgende dag ziet ze echter het tegenovergestelde. Justine blijft er verbazend kalm onder en bouwt met Leo een 'beschermende' tent op het gazon, waar ze samen met Claire wachten tot Melancholia op de Aarde botst en alles in een golf van vuur vernietigt.

## Rolverdeling
- Kirsten Dunst als Justine, protagonist in deel 1; Claires zus.
- Charlotte Gainsbourg als Claire, protagonist in deel 2; Justines zus.
- Kiefer Sutherland als John, Claires steenrijke echtgenoot.
- Alexander Skarsgård als Michael, Justines (ex-)man.
- Cameron Spurr als Leo, Claire en Johns zoontje.
- Charlotte Rampling als Gaby, Justines en Claires gescheiden moeder.
- John Hurt als Dexter, Justines en Claires vader.
- Jesper Christensen als Little Father, de butler.
- Stellan Skarsgård als Jack, Justines (voormalige) baas.
- Brady Corbet als Tim, Jacks neef en kortstondig werknemer.
- Udo Kier als de huwelijksplanner.